# 合紋石

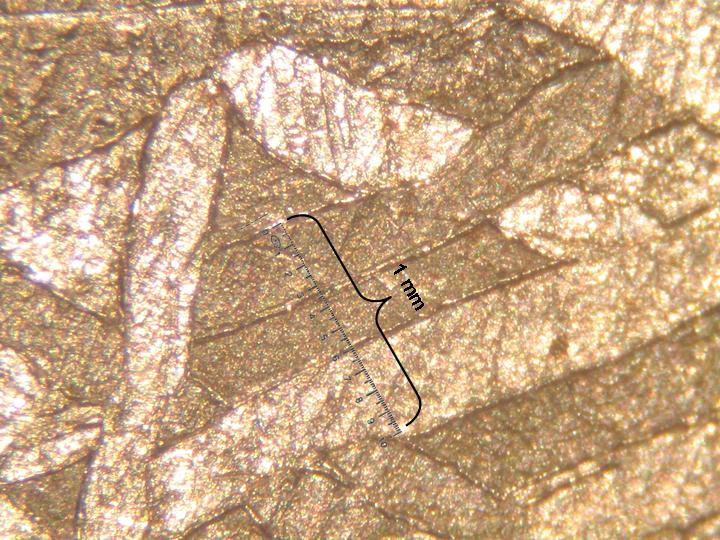
合紋石是在薄片之間的細小顆粒。這是在匈牙利Kaposfüred鐵隕石。

合紋石是在八面體隕鐵的鐵隕石內發現的由鎳紋石和錐紋石混合的細小顆粒狀礦物，它經常出現在較大的錐紋石和鎳紋石構成的魏德曼花紋的空隙中。
由於形成的機制和型態的改變，合紋石有許多不同類型。有些類型的合紋石是依據布赫瓦爾德的鐵隕石和Massalski關於合紋石的推測命名為：
- 針狀合紋石/第I型合紋石
- 黑合紋石/第II型合紋石
- 多孔合紋石/第III型合紋石
- 梳狀合紋石
- 網狀合紋石
- 珍珠狀合紋石
- 球狀合紋石